# 普拉斯特城 (加利福尼亞州)
普拉斯特城（英語：Plaster City）是位於美國加利福尼亞州因皮里爾縣的一個非建制地區。該地的面積和人口皆未知。

## 地理
普拉斯特城的座標為32°47′33″N 115°51′31″W / 32.79250°N 115.85861°W，而該地的平均海拔高度為32米（即105英尺）。